# Cangela de Mendonça
Alberto Cangela de Mendonça (Homoine, 10 de Setembro de 1941 - Mbuzini, 19 de Outubro de 1986) foi um político moçambicano. Foi Governador da Província de Sofala (1974-75), Secretário-Geral do Ministério dos Negócios Estrangeiros (1975-1977), Director da ROMON (1977-1982), e Director do Protocolo da Presidência da República Popular de Moçambique (1982-1986). 

## Biografia

### Infância e educação
Nasceu em 10 de Setembro de 1941 no distrito de Homoíne, na Província de Inhambane. Os pais eram camponeses e o pai trabalhou nas minas da África do Sul (onde fez 21 contractos). 
Aos dez anos, Cangela de Mendonça ingressou na escola da Igreja Metodista Unida em Chirrenguete antes de passar para uma escola católica em Daulamaze e, eventualmente, para missão dos Padres Franciscanos em Homoine onde estudou até a 4a classe. 
No último ano de estudos, Alberto Cangela de Mendonça teve como professor o Padre Alexandre José Maria dos Santos, futuro Cardeal, com quem desenvolveu uma amizade forte que durou toda sua vida. A amizade e influência do Dom Alexandre levaram Alberto Cangela de Mendonça a considerar entrar no Seminario católico.

### Trabalho e Nacionalismo
Após a 4a classe, em 1957, o Cangela de Mendonça foi trabalhar na Beira (Moçambique) como dactilógrafo nos Caminho de Ferro, assim como no Cartório dum advogado e na Capitania do Porto. Na Beira frequentou a Igreja Católica onde teve contacto com os meios liberais e progressistas da área, como foi o caso do Arcebispo Dom Sebastião Soares de Resende, do nacionalista Filipe Magaia (hoje herói nacional) assim como elementos da Oposicão Democrática. 
Em 1962, Cangela de Mendonça concorreu para trabalhar nas Obras Públicas. Após ter ganho o concurso, passou a viver e trabalhar em Lourenço Marques onde encontrou a sua mulher, Esperança Chadraca. Em 1964 foi mandado trabalhar em Tete onde frequentou o Club de Tete e foi preso pela Polícia Internacional e de Defesa do Estado (Pide) em 1966 por aderir ao nacionalismo africano. O Club de Tete tinha ligações com o partido nacionalista União Nacional Africana de Moçambique Independente (UNAMI). 
Cangela de Mendonça ficou preso nove meses, primeiro em Tete e, depois, na Cadeia da Machava onde foi maltrado, com algumas consequências físicas permanentes, como gastritite crónica. Foi solto em 1966 pe voltou ao trabalho e pude finalmente casar com a Dona Esperança Chadraca com quem veio a ter sete filhos. 
Em 1969 foi compulsivamente tranferido para Zambézia afim de neutralizar o seu potencial político. Mas, em Quelimane, inseriu-se nos meios catolicos progressistas da Província. Frequentou gentes como o bispo Dom Manuel Vieira Pinto, o Padre Prosperino Gallipoli, o Padre João Baptista Brentari ou o Padre (depois bispo) Dom Bernardo Filipe Governo. 

### Independência e Governo
Após a Revolução de 25 de Abril de 1974 em Portugal, Cangela de Mendonça foi nomeado pela liderenca da Frelimo para ser o Governador da Província de Manica & Sofala (foi nomeado em 7 de Novembro de 1974). Aceitou o desafio e mudou-se com a família para a cidade de Beira, onde trabalhou como primeiro Governador africano e único Governador civil durante o Governo de Transição.  
Em 28 de Maio de 1975, Cangela de Mendonça foi nomeado como Secretario-geral do Ministério dos Negócios Estrangeiros. Organizou o Ministério que não existia antes da independência, desenvolveu a  instituição e inaugurou um novo Protocolo do Estado. Em Dezembro de 1976 foi nomeado como Director da Rodoviária de Moçambique Norte (ROMON). 
Em 1982 o Presidente Samora Machel chamou Cangela de Mendonça para trabalhar com ele na Presidência, como Chefe do Protocolo. Ele ocupou este lugar até o seu falecimento no acidente do avião presidencial em Outubro de 1986 em Mbuzini.

### Memorial
O Cangela de Mendonça foi enterrado em Maputo. Em 1989 O Presidente de Moçambique e da Africa do Sul inauguraram um Memorial em Mbuzini para todos os que pereceram no acidente aéreo de 1986.
Em 10 de Setembro de 2006 foi organizada uma confêrencia em memória do Cangela de Mendonça no Instituto Superior Politécnico e Universitário (ISPU) em Maputo [hoje Universidade Politécnica] no quadro das Celebrações do Vingesimo Aniversario do Desastre de Mbuzini.
Em 2010, o José Rodrigues dos Santos publicou o romance O Anjo Branco sobre o pai dele na guerra colonial. No romance fez figurar o Alberto Cangela de Mendonça que apresentou como infermeiro na cidade de Tete.
Nos anos 2010, o Governo de Moçambique deu o nome Alberto Cangela de Mendonça a uma rua da capital Maputo -- uma rua perpendicular a Avenida Vladimir Lenin, Avenida Kim il-Sung e Avenida da Malhangalene (-25.943396, 32.590980). 